# Малые тунцы
Малые тунцы (лат. Euthynnus) — род лучепёрых рыб семейства скумбриевых. Входит в трибу Thunnini. Максимальная зарегистрированная длина 122 см. Обитают в прибрежных тропических и субтропических водах всех океанов. Питаются планктоном, головоногими и мелкими рыбами. Ценная промысловая рыба. Название рода происходит от др.-греч. εὖ — «хорошо» и θύνω — «бросаюсь, устремляюсь».

## Ареал
Эти пелагические и неретические рыбы встречаются в субтропических и тропических водах всех океанов. Географические ареалы трёх видов перекрываются. Редко попадаются в воде температурой ниже 20—23 °C.

## Биология
Малые тунцы ведут стайный образ жизни, иногда образуют косяки с прочими скумбриевыми, но не так часто по сравнению с макрелетунцами . Размножаются икрометанием. Икру мечут кластерами. Эти приспосабливающиеся хищники питаются мелкими рыбами, ракообразными и кальмарами. Наблюдается пищевая конкуренция с дельфинами и китами. На малых тунцов охотятся крупные тунцы, марлины и акулы. Эти рыбы ввиду своей многочисленности и широкого распространения являются важным компонентом трофической цепи. 

## Описание
Максимальная длина составляет 122 см. Максимальная зарегистрированная масса 16,5 кг. У малых тунцов веретеновидное плотное тело, округлое в поперечнике. Зубы мелкие, конические, выстроены в один ряд. На первой жаберной дуга 29—45 тычинок.  Имеется 2 спинных плавника. В первом спинном плавнике 10—15 колючих лучей. Промежуток между спинными плавниками небольшой, не превышает длину глаза. Передние лучи первого спинного плавника существенно длиннее центральных и задних, что придаёт плавнику вогнутую форму. Второй спинной плавник намного ниже первого. Позади второго спинного плавника пролегает ряд из 8—10 мелких плавничков. Грудные плавники короткие, образованы 25—29 лучами. Они не достигают воображаемой линии, проведённой через начало промежутка между спинным плавниками. Между брюшными плавниками имеется невысокий раздвоенный выступ. В анальном плавнике 11—15 мягких лучей. Позади анального плавника пролегает ряд из 6—8 мелких плавничков. По обе стороны хвостового стебля пролегает длинный медиальный киль и 2 небольших киля по бокам от него ближе к хвостовому плавнику. Количество позвонков 37—39. За исключением панциря в передней части тела и боковой линии кожа голая. Плавательный пузырь отсутствует. Спина тёмно-синего или радужно-зелёного цвета, у некоторых видов полосатая. Нижняя сторона тела и брюхо серебристо-белые без пятен и полос.

## Классификация
К роду в настоящее время относят 3 вида:
- Euthynnus affinis (Cantor, 1849) — Малый восточный тунец, или пятнистый индо-тихоокеанский тунец
- Euthynnus alletteratus (Rafinesque, 1810) — Пятнистый тунец, или малый западный тунец, или малый тунец, или малый атлантический тунец
- Euthynnus lineatus (Kishinouye, 1920) — Восточный тунец, или малый чёрный тунец, или чёрный скипджек

## Взаимодействие с человеком
Является объектом коммерческого промысла. Малых тунцов промышляют крючковыми орудиями лова, жаберными сетями, кошельковыми неводами, дрифтерными сетями и оттер-тралами. Эти рыбы служат сырьём для производства консервов. У малых тунцов вкусное, но быстропортящееся мясо. Эти рыбы попадаются в качестве прилова в ходе промысла желтопёрого тунца и скипджека с помощью кошельковых неводов. Международный союз охраны природы оценил охранный статус всех трёх видов малых тунцов как «Вызывающий наименьшие опасения». Малые тунцы включены в список далеко мигрирующих видов Конвенции ООН по морскому праву.